# Karaluch
Karaluch, karaczan wschodni, karaczan pospolity, szwab (Blatta orientalis) – gatunek owada z rzędu karaczanów i rodziny karaczanowatych. Owad kosmopolityczny, w większości zasięgu synantropijny.

## Opis
Dorosłe samce osiągają od 17,5 do 28,7 mm, a samice od 20 do 27 mm długości ciała. Ubarwienie ciała błyszczące, od rudawego po czarne, u dorosłych zwykle brunatnoczarne. Przedplecze jest jednobarwne, w zarysie okrągławo-trapezowate, u dorosłych długości od 5 do 7,2 mm. U samic skrzydła są zredukowane do formy łusek o długości od 4,6 do 6,8 mm. Obie płcie nielotne. Samce mają skrzydła skrócone, dochodzące do ¾ długości odwłoka. Pierwsza ich para jest skórzasta, o zredukowanym użyłkowaniu, zmodyfikowana w pokrywy o długości od 12 do 16,7 mm. Druga para jest błoniasta i wachlarzowato złożona pod pierwszą. Stosunkowo długie odnóża uzbrojone są w silne kolce na udach i goleniach. Stopy samic i niedorosłych samców mają zredukowane przylgi (arolia), co utrudnia im wspinaczkę po gładkich powierzchniach, natomiast u dorosłych samców przylgi mogą być wykształcone w różnym stopniu.

## Występowanie
Owad kosmopolityczny, najczęstszy w strefie umiarkowanej półkuli północnej. Jego naturalne populacje występują w rejonie Morza Kaspijskiego i Czarnego, w tym na Krymie. Owady te zasiedlają tam ściółkę i szczątki roślinne. W innych rejonach świata jest to gatunek synantropijny. Zamieszkuje ludzkie siedziby, magazyny, piwnice, podziemne rury i kanały ściekowe oraz wysypiska śmieci. W Polsce stosunkowo pospolity.

## Biologia i ekologia

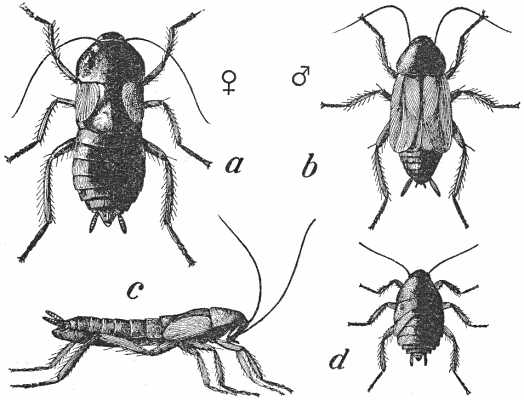
a – samica, b – samiec, c – samica z boku, d – larwa

Gatunek wszystkożerny. Preferuje miejsca wilgotne oraz temperaturę 20–29 °C. Samice nie wytwarzają jaj poniżej 15 °C, a te zamierają poniżej 0 °C.

### Rozród i rozwój
W trakcie dobierania się w parę samiec wędruje wokół samicy, po czym ustawia się przodem do niej. Następnie samica unosi głowę, a samiec wsuwa się pod nią tyłem, jednocześnie rozkładając skrzydła, tak że samica dotyka aparatem gębowym tergitów jego odwłoka. W tym czasie samiec wydłuża odwłok, aż do połączenia się genitaliów obu owadów. Po połączeniu samiec odwraca się tak, że para ustawiona jest głowami w przeciwnych kierunkach. Po kopulacji samica formuje zawierającą 16–18 jaj ootekę, którą przez 12 godzin do 7 dni nosi ze sobą, po czym pozostawia w osłoniętym miejscu. Ooteka ma kształt prawie walcowaty, barwę czarniawobrązową i mierzy od 10 do 12 mm. Jedna samica produkuje w ciągu życia 6–8 ootek w odstępach 1–2 tygodni.
W temperaturze 21 °C larwy lęgną się po 81 dniach, a w 29,5 °C po 42 dniach. Pierwsze ich stadium ma jasnobrązową barwę i około 6 mm długości. W zależności od warunków larwy linieją 7–10 razy przed osiągnięciem dorosłości. W temperaturze 22 °C rozwój samców trwa 515 dni, a samic 542 dni. W 30 °C skraca się do 164 dni u samców i 282 dni u samic. Dorosłe samice dożywają 190, a samce 180 dni. Obok rozmnażania płciowego zdarza się także partenogeneza.